# Rainer Torres
Rainer Torres Salas, conhecido como Rainer Torres, (Lima, 12 de janeiro de 1980) é um futebolista peruano.

## Títulos
Universitario de Deportes
- Apertura (Peru): 2008
- Liga Peruana: 2009, 2013

Sporting Cristal
- Liga Peruana: 2005
- Clausura (Peru): 2004, 2005